# Zulfikar Ali Bhutto
Vous lisez un « article de qualité » labellisé en 2019.
Pour les articles homonymes, voir Zab.
Ali Bhutto, de son nom complet Zulfikar Ali Bhutto (en ourdou : ذوالفقار علی بھٹو), parfois désigné par l'acronyme ZAB, est un homme d'État pakistanais, né le 5 janvier 1928 à Larkana dans le Sind et mort pendu le 4 avril 1979 à Rawalpindi. Fondateur du Parti du peuple pakistanais (PPP) et socialiste, il est au pouvoir de 1971 à 1977 et est l'une des figures majeures de l'histoire du pays.
Commençant sa carrière politique sous le régime militaire de Muhammad Ayub Khan, il est ministre des Affaires étrangères avant de démissionner en 1966. Il s'oppose ensuite au régime en fondant le PPP qui devient la force centrale du pays après les élections législatives de 1970 et la sécession du Bangladesh. Il est président de la République entre 1971 et 1973, puis Premier ministre de 1973 à 1977 après avoir fait adopter une nouvelle Constitution qui confère au chef du gouvernement la réalité du pouvoir exécutif.
Menant une politique se réclamant du socialisme islamique, il nationalise une partie de l'économie tout en étant critiqué pour son autoritarisme. Le 5 juillet 1977, il est renversé par son chef de l'armée Muhammad Zia-ul-Haq après des élections législatives contestées, puis exécuté par pendaison en 1979.
Son héritage politique est considérable, son parti étant resté l'une des principales forces du pays. Sa fille Benazir Bhutto prend la tête du PPP et est deux fois Première ministre entre 1988 et 1996.

## Jeunesse et éducation
Zulfikar Ali Bhutto naît le 5 janvier 1928 dans le tehsil de Ratodero, sur les terres de sa famille situées dans le district de Larkana et la région du Sind, alors sous domination du Raj britannique. Il est le troisième fils de Shahnawaz Khan Bhutto et de son épouse Khursheed Begum, née Lakhi Bai. Son père était un grand propriétaire terrien et homme politique sous la domination britannique. Il est notamment Premier ministre dans l'État princier de Junagadh, situé dans le Gujarat. Sunnite, la famille perd ses propriétés dans cette dernière région lors de la partition des Indes en 1947, mais reste l'une des familles les plus riches du Pakistan à sa création grâce à ses possessions dans le Sind,.
Ali Bhutto termine ses études secondaires à Bombay, puis entame son cursus universitaire à l'université de Californie à Berkeley en 1947 et obtient un bachelor en science politique trois ans plus tard. Il travaille en 1950 dans l'équipe de campagne d'une politicienne américaine, Helen Gahagan Douglas. Il poursuit ses études à l'université d'Oxford en intégrant le collège Christ Church. Il en sort diplômé de droit en 1953 et devient brièvement avocat à Londres, avant de rejoindre la même année le Pakistan. Il exerce alors en droit privé à Karachi et enseigne le droit constitutionnel dans une faculté de la ville.
En 1943, âgé de seulement quatorze ans, il se marie avec sa cousine Shireen Amir sur décision de sa famille. À sa majorité, il divorce et se remarie en 1951 avec Nusrat Ispahani (1929-2011), fille d'un homme d'affaires iranien. Le couple aura quatre enfants : Benazir (1953-2007), Murtaza (1954-1996), Sanam (née en 1957) et Shahnawaz (1958-1985).
Musulman modéré, mais marqué par les idées socialistes, Bhutto admirait aussi le modèle turc d'Ataturk. Cependant, la laïcité était difficilement applicable au Pakistan où la religion officielle était l'islam.

## Carrière politique

### Débuts

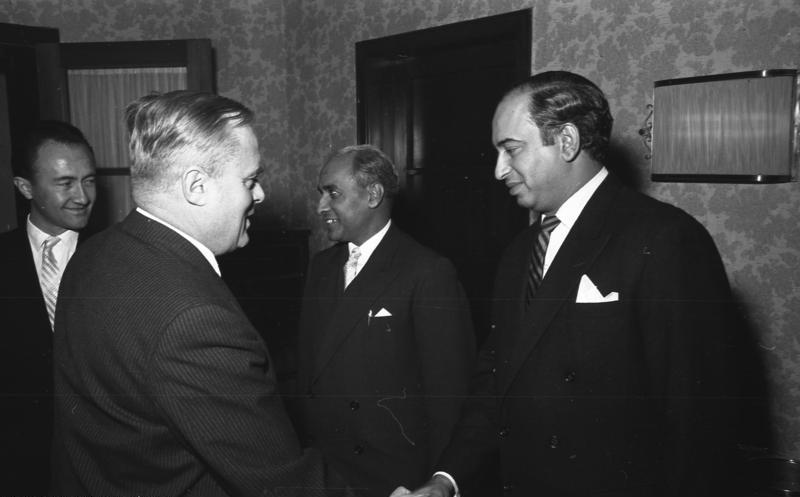
Ali Bhutto (à la droite) en voyage officiel en Allemagne de l'Ouest, en 1961.

Au début des années 1950, alors que Zulfikar Ali Bhutto est retourné au Pakistan et exerce son métier d'avocat à Karachi, il retourne souvent sur ses propriétés du district de Larkana. C'est durant ses parties de chasse qu'il se rapproche d'Iskander Mirza, homme politique qui devient gouverneur général en 1955 puis président l'année suivante, ainsi que du général Muhammad Ayub Khan. Ali Bhutto commence sa carrière publique quand il est nommé diplomate au sein de la délégation pakistanaise auprès de l'Organisation des Nations unies (ONU) en 1957.
Lors du coup d'État du 7 octobre 1958, Iskander Mirza suspend la Constitution et impose la loi martiale, avec l'aide du chef de l'armée pakistanaise Ayub Khan, empêchant l'organisation des premières élections du pays. Ali Bhutto est nommé ministre du Commerce dans le cabinet de Mirza, mais dès le 27 octobre, Ayub Khan prend le pouvoir en renversant Mirza. Ali Bhutto est toutefois reconduit dans son poste par le général, dont il conserve la confiance. Il met notamment en place le contrôle des médias. En 1960, il est nommé ministre de l'Eau, de l’Électricité, des Communications et de l'Industrie. En octobre 1960, il se prononce en faveur de la reconnaissance de la république populaire de Chine à l'ONU.

### Ministre des Affaires étrangères
Alors que ses performances pour défendre le Pakistan à l'ONU ont été remarquées par la classe politique, Ali Bhutto est nommé le 24 janvier 1963 au poste de ministre des Affaires étrangères, remplaçant Muhammad Ali Bogra. Il devient l'un des plus proches hommes de confiance du président-général Muhammad Ayub Khan, contribuant notamment à orienter le pouvoir vers un rapprochement avec la Chine communiste, tout en maintenant l'alliance avec les États-Unis. Ali Bhutto profite notamment de la guerre sino-indienne de 1962 pour entamer des négociations avec le pouvoir chinois. Elles aboutissent à l'accord frontalier de 1963 qu'il signe le 3 mars avec son homologue chinois Chen Yi, règlant tous les litiges entre les deux pays,.
Pour Ali Bhutto, la stratégie du Pakistan doit surtout consister à renforcer ses positions diplomatiques pour faire face à l'Inde. En 1965, il incite notamment le président à s'engager dans la deuxième guerre indo-pakistanaise, qui échoue cependant et se termine par un statu quo. Les relations entre les deux hommes se détériorent nettement et le 10 janvier 1966, les deux pays mettent fin aux hostilités par la déclaration de Tachkent. Ali Bhutto dénonce cet accord comme une trahison des intérêts nationaux et démissionne de son poste le 30 juin 1966. Il reprend alors le travail dans son cabinet d'avocat, avant de s'engager dans l'opposition au régime militaire.

### Opposition au régime

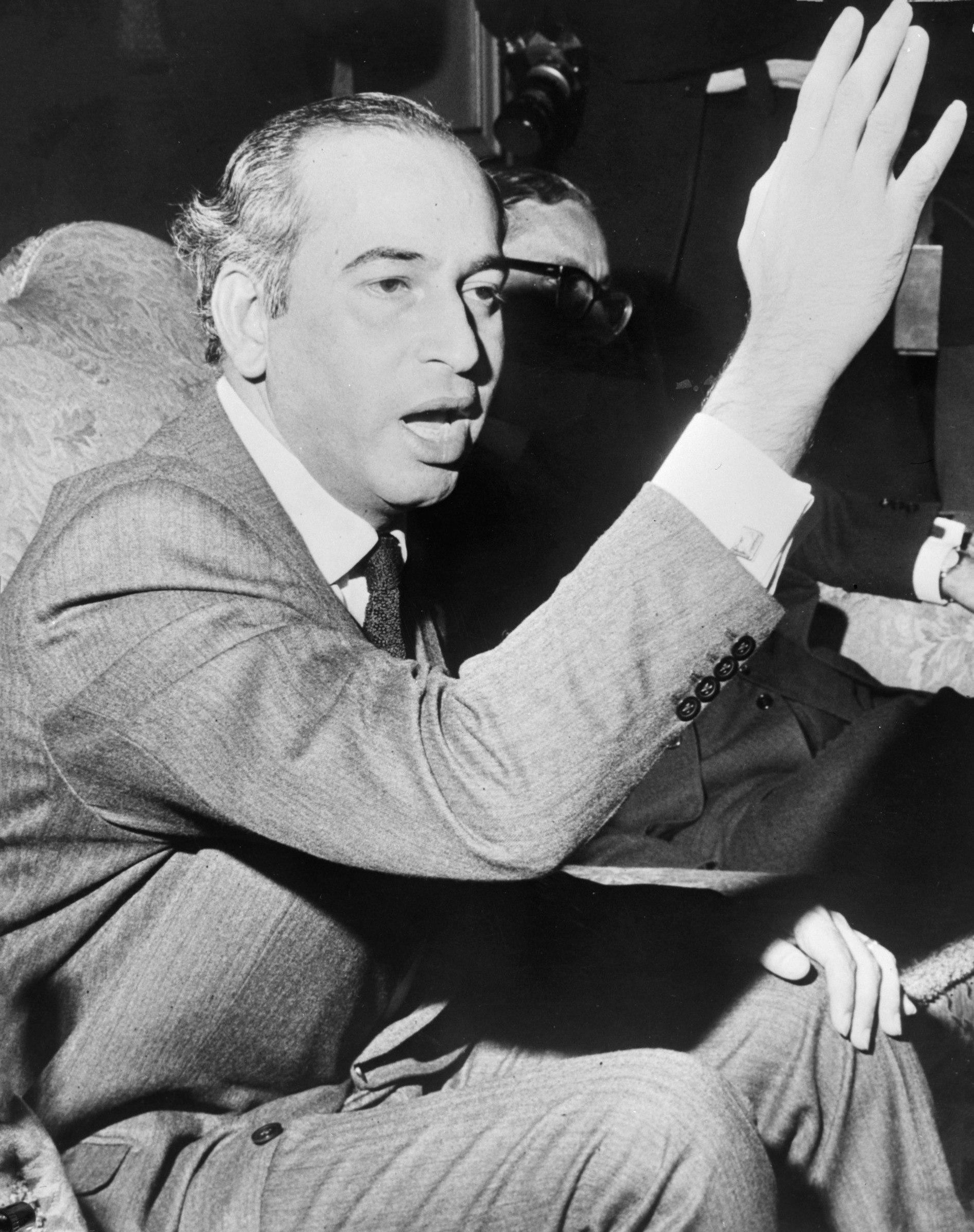
Zulfikar Ali Bhutto en 1971.

Après sa démission du gouvernement d'Ayub Khan en juin 1966, Ali Bhutto s'engage progressivement dans l'opposition au régime militaire. Il s'associe avec le philosophe marxiste Jalaludin Abdur Rahim et l'intellectuel Hanif Ramay, un théoricien du « socialisme islamique ». Il se rapproche de mouvements étudiants hostiles au pouvoir. Le 30 novembre 1967, Ali Bhutto fonde le Parti du peuple pakistanais à Lahore et en devient le président. La formation demande des réformes socialistes, une démocratie parlementaire et une politique étrangère non-alignée.
À partir de 1968, l'autorité des militaires est de plus en plus contestée par la population, alors que se multiplient les manifestations, les mouvements étudiants et les grèves. La contestation, surtout forte au Pakistan oriental, est menée par la Ligue Awami, une autre formation de gauche orientée vers l'autonomie de la province. Le 13 novembre 1968, Ali Bhutto est emprisonné pour sa participation au mouvement avant d'être libéré le 10 février 1969 pour favoriser des négociations. Sous pression de la rue et d'une partie de la hiérarchie militaire, Muhammad Ayub Khan démissionne le 25 mars 1969. Il est toutefois remplacé par Yahya Khan, un autre général qui concède l'organisation d'élections libres pour l'année suivante,.

### Élections législatives de 1970
Ali Bhutto et son parti se lancent alors dans une campagne électorale qui se concentre uniquement au Pakistan occidental. Il met en avant un discours socialiste, populiste et nationaliste, séduisant à la fois les intellectuels de gauche mais aussi les masses laborieuses, notamment les ouvriers et paysans auxquels il promet « du pain, des vêtements et un toit ». Quand ses rivaux conservateurs et islamistes lui reprochent d'être hérétique, Ali Bhutto érige l'égalité comme valeur musulmane. Le manifeste du parti promet notamment une redistribution des terres, le développement économique et une société progressiste. Il énonce notamment : « l'Islam est notre religion, le socialisme notre économie et la démocratie notre politique »,,. Lors des élections législatives du 7 décembre 1970, les deux formations de gauche de l'opposition triomphent : la Ligue Awami est hégémonique au Pakistan oriental et majoritaire au niveau national, avec 160 sièges. Le Parti du peuple pakistanais obtient la majorité absolue au Pakistan occidental avec 81 sièges contre 35 pour les conservateurs et islamistes.
Avec ces résultats, le chef de la Ligue Awami Sheikh Mujibur Rahman réclame le transfert du pouvoir des militaires à l'Assemblée nationale où il peut former un gouvernement seul. Des négociations avec le pouvoir ne donnent rien tandis qu'Ali Bhutto réclame de participer au pouvoir, refusant que la ligue gouverne seule et menaçant de boycotter la chambre. Yahya Khan décide alors de recourir à la force contre la Ligue et enferme Mujibur Rahman. La situation dégénère en guerre au Pakistan oriental, qui gagne son indépendance le 16 décembre 1971 après une intervention indienne pour devenir le Bangladesh. Humiliés par la défaite, les militaires cèdent le 20 décembre leur pouvoir à Ali Bhutto dont le parti domine désormais le reste de l'Assemblée, après le départ des élus bengalis de la Ligue.

### Président de la République

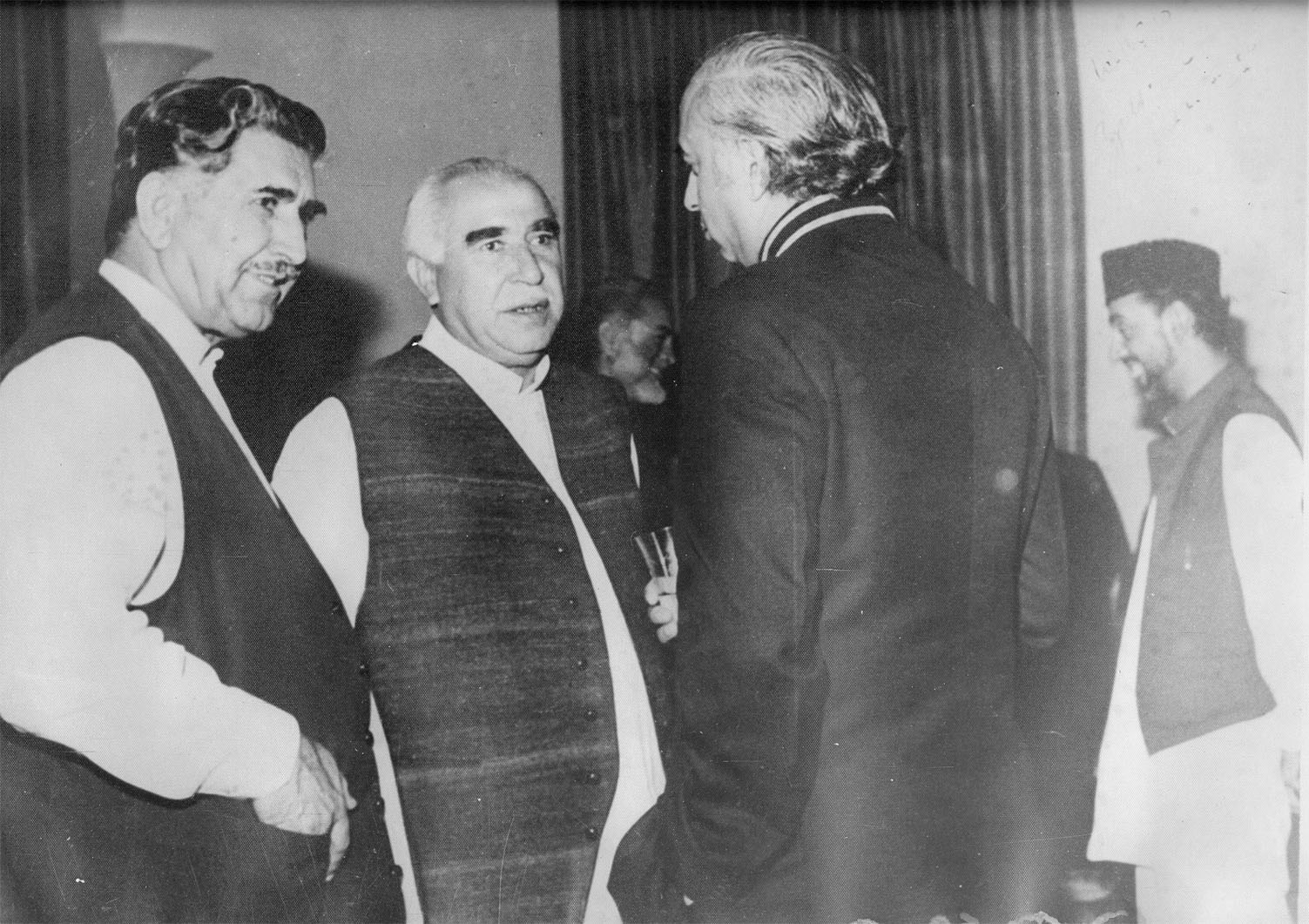
Zulfikar Ali Bhutto (troisième à partir de la gauche, vu de dos) rencontre les meneurs du Baloutchistan.

Le 20 décembre 1971, Ali Bhutto devient président et chef de la loi martiale et prête serment à Rawalpindi face à une foule de 300 000 personnes. Il nomme comme vice-président Nurul Amin, l'un des rares Bengalis restés fidèles au Pakistan. Le 8 janvier 1972, l'une de ses premières mesures est de libérer le père de la libération du Bangladesh Mujibur Rahman, qui avait été condamné à mort par les militaires. Le geste permet surtout d’entamer les négociations de paix avec l'Inde, qui aboutissent le 2 août à l'accord de Simla qui libère près de 93 000 prisonniers pakistanais capturés durant la guerre de 1971.
Dès son arrivée au pouvoir, Ali Bhutto tente de contenir le pouvoir des militaires. Le 20 décembre 1971, il nomme Gul Hassan Khan chef de l'armée, mais dès le 3 mars 1972, il le remplace par Tikka Khan bien plus loyal et limoge 29 haut gradés,. Il crée peu après les forces fédérales de sécurité, qui lui permettent de s'affranchir en partie de l'armée pour maintenir l'ordre. Le 2 janvier 1972, Bhutto annonce la nationalisation des industries majeures du pays soit 31 grandes entreprises.
Le 14 avril 1972, il convoque pour la première fois l'Assemblée nationale issue des élections de 1970. Le 17 avril, l'assemblée vote des lois constitutionnelles provisoires — ce que Bhutto promulgue le 20 avril — puis lève la loi martiale et élit Bhutto président de la République le 21. Dès le lendemain, Bhutto met en place un comité parlementaire de 24 membres chargés d'établir une constitution permanente. La nouvelle constitution entre en application le 14 août 1973 et met en place une république islamique, parlementaire et fédérale avec une charte des droits fondamentaux et une justice indépendante. Le président de la République devient un rôle honorifique alors que le pouvoir est détenu par le Premier ministre et le gouvernement, qui sont pleinement responsables devant l'Assemblée nationale. Le même jour, Ali Bhutto est élu Premier ministre par l'Assemblée alors que l'un de ses fidèles, Fazal Elahi Chaudhry, prend le poste de président.

### Premier ministre

#### Politique intérieure

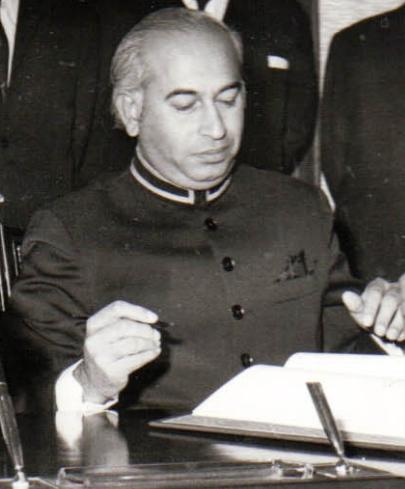
Ali Bhutto en visite officielle en Roumanie en 1973.

Grâce au vote par le Parlement de la Constitution de 1973, qui transfère l'essentiel du pouvoir exécutif du président vers le Premier ministre, Bhutto continue à détenir la réalité du pouvoir. Par ailleurs, l'homme aurait préféré un régime présidentiel mais a dû céder face à l'aile gauche de son parti. Sa pratique du pouvoir est néanmoins très personnelle, en plus d'être centraliste et autoritaire, voire répressive. Il met notamment en place, via l'Inter-Services Intelligence (ISI), une cellule politique chargée d'espionner ses opposants et impose à partir de 1974 des restrictions sur la presse et la liberté d'expression tout en limitant le pouvoir des juges et étendant la détention préventive. Il réprime par ailleurs certains mouvements sociaux, faisant plusieurs morts, et tente de réduire le nombre de syndicats tout en utilisant les forces fédérales contre ses opposants. Durant tout son mandat, il retient pour lui les portefeuilles ministériels de la Défense et des Affaires étrangères.
Dès 1972, Ali Bhutto fait face aux volontés autonomistes des gouvernements locaux du Baloutchistan et de la province de la Frontière-du-Nord-Ouest. Il réagit en démettant le gouvernement baloutche d'Ataullah Mengal en mars 1973, fait emprisonner des dizaines d'activistes et dissout le Parti Awami national. Face à la révolte armée du Front de libération du Baloutchistan, il envoie l'armée et de nombreux hommes politiques sont condamnés à de lourdes peines de prisons lors des procès d'Hyderabad en 1975, dont ceux du Baloutchistan ainsi que les Pachtounes Khan Abdul Wali Khan et Asfandyar Wali Khan. Cette répression, qui va mobiliser jusqu'à 80 000 hommes et tuer 6 000 personnes, va le rendre dépendant envers l'armée, heurtant sa volonté d'émancipation du pouvoir militaire,.
Durant son mandat, Ali Bhutto fait également face à des mouvements fondamentalistes islamistes menés par la Jamaat-e-Islami notamment. Le 21 avril 1974, il leur donne satisfaction en ajoutant un amendement à la Constitution, déclarant officiellement que les Ahmadis ne sont pas des musulmans. Dans cet objectif, il fait pression sur les parlementaires, dont beaucoup de membres de PPP étaient réticents vu leur orientation séculière,. Il promet également une islamisation du pays, surtout après les troubles de 1977.

#### Mesures économiques et sociales
Alors que la politique économique et sociale était au cœur du programme du Parti du peuple pakistanais lors de la campagne pour les élections de 1970, Ali Bhutto annonce le 2 janvier 1972 une nationalisation partielle des grandes industries du pays, soit 31 grandes entreprises surtout dans les domaines énergétique et métallurgique. La politique s'étend en 1974 aux banques et compagnies d'assurances. En 1976, ce sont cette fois 4 000 entreprises plus petites du secteur agricole qui sont nationalisées. Toutefois, l’État ne procède à aucune expropriation, lui évitant le paiement d’indemnisations exorbitantes. Les propriétaires conservent leur titre mais la loi empêche toute cession des entreprises concernées et confie à l’État la nomination des administrateurs. La loi donne également plus de droits aux salariés, avec des comités ouvriers, tribunaux du travail et représentants du personnel notamment. L'autre grand axe de sa politique sociale est la redistribution de terres, qui s'avère peu ambitieuse. Près de 243 000 hectares sont redistribués à quelque 50 000 personnes, soit moins que sous Muhammad Ayub Khan et ses 390 000 hectares alors que sa politique était d’inspiration libérale. Finalement, seuls 1 % des paysans sans terres obtiennent des possessions.
Ali Bhutto est ainsi critiqué sur sa gauche pour le manque d'ambition de sa politique socialiste et commence à perdre des soutiens de ministres et syndicalistes dès 1973. Ils protestent également contre la répression de mouvements sociaux, notamment en juin 1972 quand la police tue près d'une dizaine d'ouvriers grévistes de l'industrie textile à Karachi. En 1974, Ali Bhutto limoge trois de ses quatre ministres socialistes, dont celui des Finances Mubashir Hassan, et se rapproche des grands propriétaires terriens. Son bilan économique et social est mitigé. Les deux premières années, la production industrielle se redresse et les exportations augmentent de 20 %. De plus, les inégalités sociales se réduisent et les plus démunis profitent d'un meilleur accès à l'éducation et aux soins. Toutefois, la croissance économique est plus faible que durant la décennie précédente (un taux annuel moyen de 4,8 %, contre 6,8 %) et le pays fait face à une fuite des capitaux, une baisse des investissements privés et une forte dévaluation de la monnaie par rapport à l'or (près de 60 %),.

#### Relations internationales

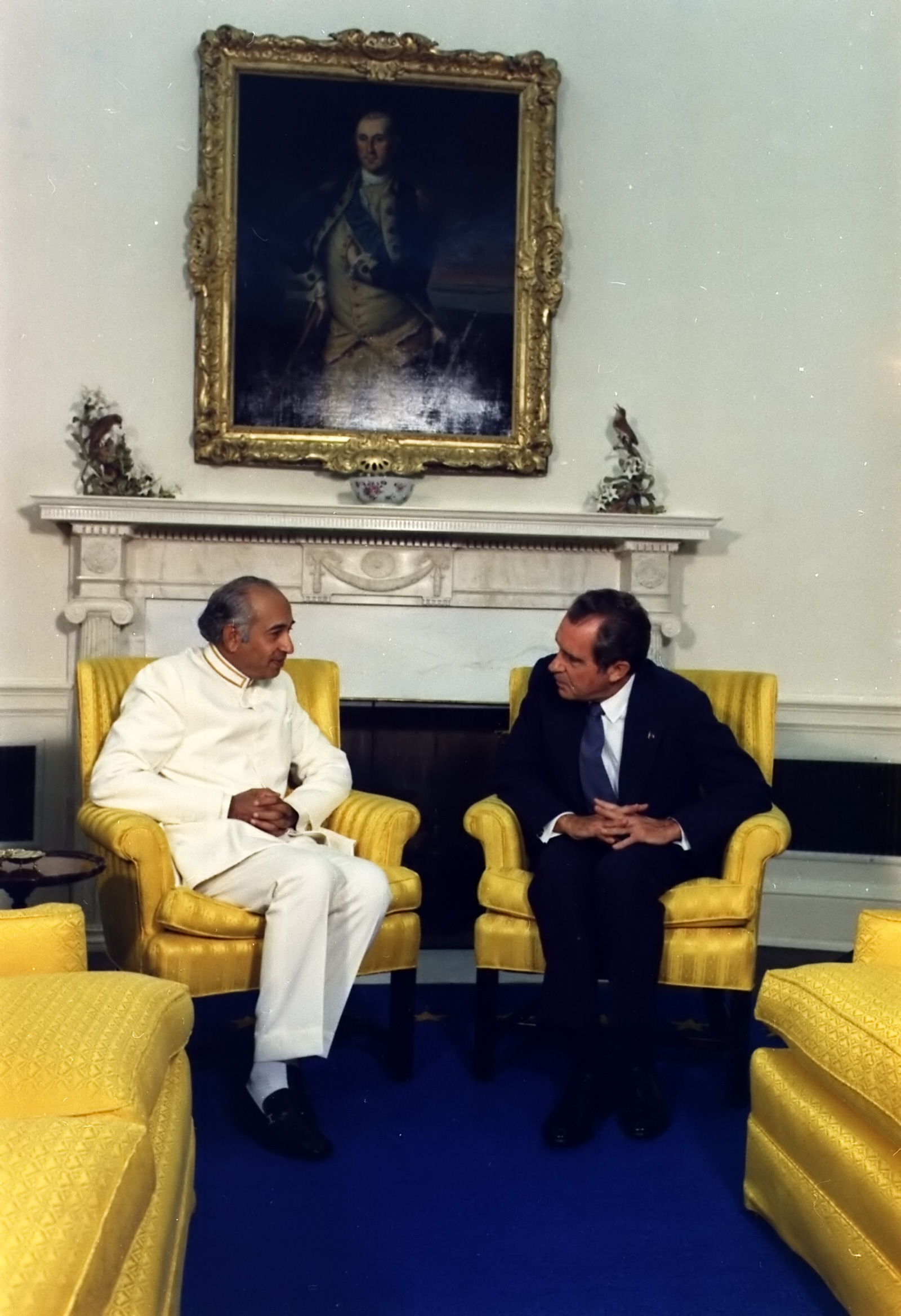
Ali Bhutto rencontre Richard Nixon en 1973.

Sur le plan international, Ali Bhutto tente d'adhérer au mouvement des non-alignés en 1976 mais fait face au refus de l'Inde. Il retire le Pakistan du pacte de Manille et du Commonwealth en 1972 pour leur reconnaissance du Bangladesh, même s'il entame peu après la réconciliation avec ce pays. Après avoir reconnu son indépendance le 23 février 1974, il se rend à Dacca le 27 juin et est relativement bien accueilli. Durant sa visite, Ali Bhutto présente notamment des excuses pour les atrocités commises par l'armée pakistanaise durant la guerre de 1971, dénonçant la « répression honteuse et les crimes innommables », et exprime le souhait d'un retour rapide des échanges commerciaux.
Ali Bhutto poursuit l'alliance du Pakistan avec les États-Unis et entretient de bonnes relations avec Richard Nixon. Malgré l'embargo sur les armes imposé à la suite de la guerre de 1971, les États-Unis continuent de fournir le Pakistan illégalement. Bhutto aide le président américain à se rapprocher de la Chine populaire. L'élection de Jimmy Carter en 1976 marque toutefois un tournant et le nouveau président américain renforce l'embargo pour dénoncer le développement nucléaire pakistanais.
Ali Bhutto poursuit l'alliance avec la Chine et tente un rapprochement avec l'Union soviétique, alors que les relations avec cette dernière sont tendues pour de nombreuses raisons (alliances URSS-Inde et Pakistan-Chine, soutien soviétique à l'Afghanistan et au Bangladesh, etc.). Bhutto se rend une première fois à Moscou en 1972 et les deux pays rétablissent leurs relations commerciales, puis une seconde fois en 1974 où une coopération industrielle est établie. Par ailleurs, Bhutto se rapproche de la France pour signer en 1976 un contrat visant à fournir un réacteur nucléaire au Pakistan. Il soutient également les États arabes lors de la guerre du Kippour et entame une politique d'assistance aux moudjahidines afghans pour lutter contre le nationalisme pachtoune.

#### Politique militaire et relations avec l'armée
Dès son arrivée au pouvoir, Ali Bhutto tente avant tout de limiter le pouvoir exorbitant que les militaires ont acquis sous le régime de Muhammad Ayub Khan. Ainsi, il limoge de nombreux officiers et nomme Tikka Khan chef de l'armée. Sa loyauté est totale et il reste en poste de 1972 à 1976. Bhutto tente de s'attaquer à l'autonomie financière de l'armée, notamment en redistribuant certaines terres accordées par Ayub Khan aux militaires. Il transfère également les questions stratégiques de sécurité, de défense et de nucléaire au Premier ministre. En 1972, il crée la force fédérale de sécurité puis la Federal Investigation Agency en 1975 pour contrebalancer l'armée et notamment ses services secrets de l'ISI. Toutefois, les dépenses militaires continuent de progresser par rapport à la richesse nationale, passant de 5,6 % du PNB à 6,7 % entre 1971 et 1975. Il augmente aussi considérablement les effectifs militaires, qui passent de 350 000 hommes à 500 000 sur la même période. Après la retraite de Tikka Khan, il nomme Muhammad Zia-ul-Haq le 1er mars 1976 en ignorant de nombreux officiers mieux placés, espérant ainsi obtenir sa fidélité.

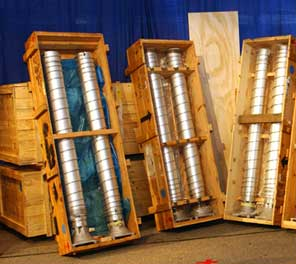
Centrifugeuses pakistanaises vendues à la Libye.

Ali Bhutto fait du développement de l'arme nucléaire un axe central de sa politique militaire dès son arrivée au pouvoir, convaincu de sa nécessité depuis qu'il a été ministre en 1958 et surtout après la guerre avec l'Inde de 1971,. Après le premier essai nucléaire indien le 18 mai 1974, il déclare notamment que l'Inde recherche l'hégémonie en Asie du Sud, mais que le Pakistan répondra avec son propre développement nucléaire, tout en affirmant qu'il restera civil. La même année, le scientifique pakistanais Abdul Qadeer Khan, qui a travaillé pour l'Urenco, propose ses services à Bhutto puis rejoint la Commission pakistanaise de l'énergie atomique. Son arrivée dans le programme nucléaire accélère nettement le processus d'obtention de l'arme, notamment avec la création en 1976 du laboratoire nucléaire de Kahuta près de Rawalpindi, doté de 1 300 centrifugeuses.

## Chute

### Élections de 1977 et troubles
Alors que les prochaines élections sont prévues pour la seconde moitié de l'année 1977, Ali Bhutto prend la parole lors d'une allocution télévisée le 7 janvier 1977 pour annoncer l'avancement du vote et trois jours plus tard, la justice décide que les candidatures devront être déposées dans les douze jours seulement. Ali Bhutto aurait ainsi cherché à prendre de court l'opposition alors qu'il avait entamé sa campagne électorale dès le 4 janvier, visant surtout les milieux populaires. Il promet d'aller plus loin dans les réformes socialistes, notamment dans la protection au travail et le partage de terres agricoles. Toutefois, il s'allie avec de nombreux grands propriétaires terriens et les investit dans les circonscriptions électorales, tout en écartant les anciennes figures et l'aile gauche du parti. Malgré tout, dès le 11 janvier, neuf partis d'opposition islamistes, conservateurs ou régionalistes de gauche se regroupent dans l'Alliance nationale, unis par leur seule opposition à Ali Bhutto.
Le 7 mars 1977, les résultats officiels montrent une victoire écrasante du Parti du peuple pakistanais, qui réunit près de 60 % des voix et les trois quarts des sièges à l'Assemblée nationale. L'opposition dénonce immédiatement de nombreuses fraudes électorales, en plus de l'utilisation des moyens de l’État lors de la campagne électorale du pouvoir, et lance un vaste mouvement de protestations surtout mené par la Jamaat-e-Islami. Bhutto aurait en effet ordonné le trucage des élections aux services secrets et un excès de zèle conduit à des résultats peu vraisemblables. Face aux contestataires, il promet une islamisation du pays tout en intensifiant la répression. Les rassemblements de plus de cinq personnes sont interdits alors que couvre-feu et loi martiale sont imposés le 22 avril dans trois grandes villes : Karachi, Hyderabad et Lahore. Une grève générale est également décrétée par vingt-six syndicats et suivie par 1,5 million de travailleurs pour la seule ville de Karachi. Les affrontements entre membres du PPP et partisans de l'opposition font plus de 200 morts et 38 000 personnes sont emprisonnées, alors que l'armée tente de maintenir l'ordre.

### Coup d'État du 5 juillet 1977
De plus en plus isolé, Ali Bhutto accepte de négocier avec l'opposition. En effet, la loi martiale est annulée par la justice le 2 juin 1977 et certains généraux refusent de poursuivre la répression. Le 15 juin, un accord est conclu avec l'opposition pour l'organisation de nouvelles élections en octobre, mais Bhutto reste réticent à accorder les garanties réclamées pour assurer la sincérité du scrutin. Le soir du 4 juillet, Bhutto invite l'opposition lors d'une conférence de presse à négocier ces garanties. Cependant, le chef de l'armée Muhammad Zia-ul-Haq conduit un coup d’État à peine quelques heures plus tard, à partir de minuit dans la nuit du 4 au 5 juillet. L'armée prend alors le contrôle de divers points stratégiques de la capitale Islamabad et arrête onze personnalités du Parti du peuple pakistanais, dont le Premier ministre Bhutto. La loi martiale est immédiatement proclamée et les assemblées sont dissoutes le 6 juillet, alors que la Constitution est suspendue et le droit commun écarté.
Cependant, Zia-ul-Haq promet une transition militaire temporaire et annonce le retour à un pouvoir civil à la suite d'élections prévues en octobre. Ali Bhutto est ainsi rapidement libéré, Zia estimant qu'il sera discrédité lors des élections. Toutefois, Bhutto se lance immédiatement dans sa campagne électorale et est bien accueilli par nombre de partisans dans les provinces du Sind et du Pendjab. L'ancien Premier ministre critique l'opposition et le pouvoir militaire, promettant « justice » pour Zia-ul-Haq. Le 3 septembre, il est à nouveau arrêté par les militaires et Zia déclare qu'un nouveau scrutin ne pourra être tenu avant que la justice ne se soit prononcée sur les charges contre Bhutto et ses anciens lieutenants. Aucune élection ne sera tenue avant 1985, enterrant la promesse de transition.

### Procès et exécution

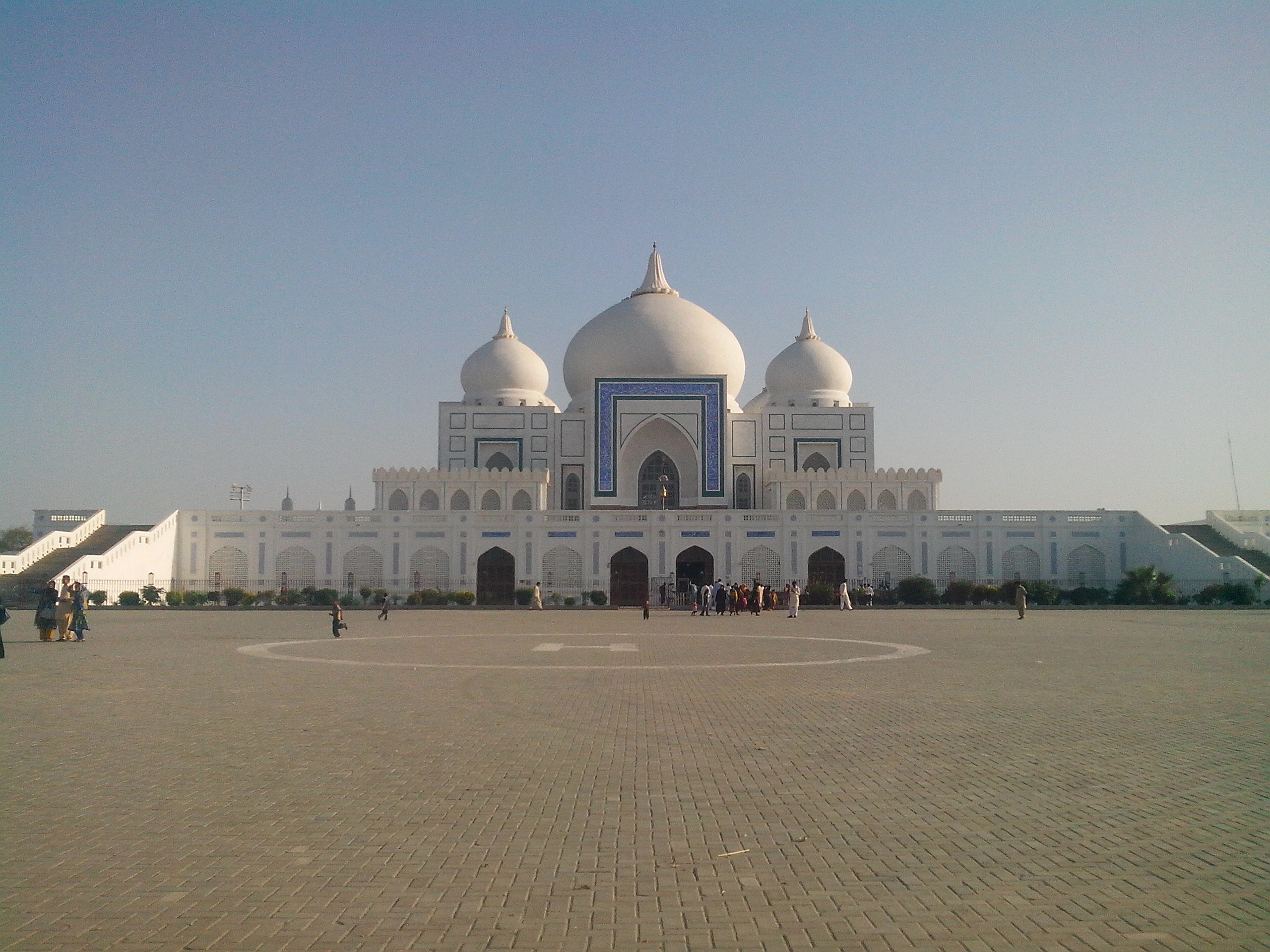
Le mausolée de la famille Bhutto.

Définitivement arrêté le 3 septembre 1977, Ali Bhutto est accusé d'un meurtre remontant à 1974 et des fraudes électorales de 1977. Il est surtout accusé par l'ancien chef des forces fédérales Mahsood Mahmood, qui affirme avoir reçu d'Ali Bhutto l'ordre d’exécution d'Ahmed Raza Kasuri. Ce dernier avait été membre du Parti du peuple pakistanais avant de s'opposer à Ali Bhutto en 1973. Tombé dans une embuscade l'année suivante, il en réchappe mais son père est tué dans la fusillade,. Toutefois, l'impartialité des procès a souvent été contestée, notamment par Ramsey Clark qui a assisté à des audiences. Il note que l'accusation reposait uniquement sur les témoignages d'officiers emprisonnés depuis le coup d’État, dont l'un est revenu sur ses déclarations, affirmant qu'elles avaient été obtenues sous la contrainte. Pour sa part, Mahmood a été pardonné en échange de son témoignage.
Ali Bhutto est condamné à mort pour « tentative de meurtre » le 18 mars 1978 par la Haute Cour de Lahore alors qu'il a refusé d'assurer sa défense. Il clame toutefois son innocence lors de son appel devant la Cour suprême, mais les juges se prononcent pour sa mort à quatre voix contre trois le 6 février 1979. Un dernier recours est rejeté le 24 mars. Sa famille commence alors une campagne internationale afin de mettre sous pression Zia-ul-Haq pour qu'il exerce son droit de grâce. Le général refuse, malgré les appels à la clémence de nombreux pays, notamment la Chine, les États-Unis, l'Union soviétique, la Turquie, l'Arabie saoudite, le Royaume-Uni et la France,.
Le 3 avril 1979, Ali Bhutto voit dans la matinée sa femme et sa fille une dernière fois puis, dans la soirée, un officier l'informe de sa pendaison imminente. L'homme reste calme mais proteste, n'ayant pas été prévenu 24 heures avant et demande à voir l'ordre d'exécution, ce qui lui est refusé. On lui donne de quoi écrire un testament et il s'exécute avant de renoncer puis brûler les papiers. Peu après minuit le 4 avril, il est menotté et conduit sur une civière vers la potence. Il est pendu le visage masqué dans sa prison de Rawalpindi. Un médecin prononce ensuite sa mort, à l'âge de 51 ans. Son corps est conduit par avion de l'armée vers son fief de Larkana où il est enterré dans la matinée. Plusieurs milliers de personnes assistent à ses funérailles dans plusieurs villes et des violences éclatent à Lahore et Karachi.
Le 6 mars 2024, la Cour suprême du Pakistan décide à l'unanimité que Zulfikar Ali Bhutto n'a pas bénéficié d'un procès équitable avant son exécution par pendaison en avril 1979.

## Postérité

### Héritage

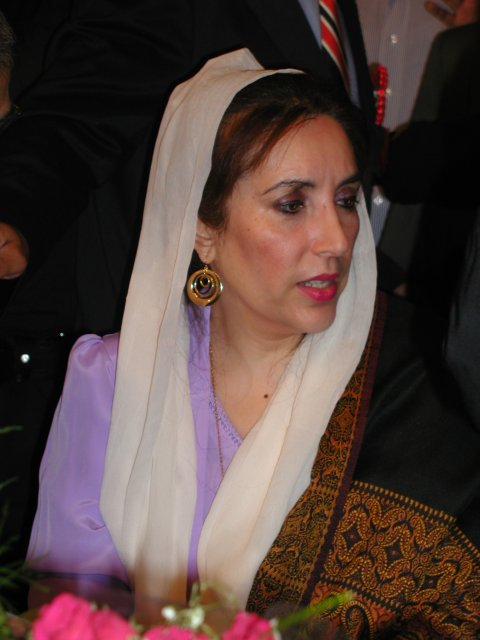
Benazir Bhutto en 2004.

Zulfikar Ali Bhutto est reconnu comme le premier dirigeant du pays démocratiquement élu et le plus populaire depuis Muhammad Ali Jinnah, le père de la nation. Il est notamment le premier à réussir à s'imposer temporairement face à l'armée, et le premier Sindi au pouvoir, contribuant à ancrer la province dans le pays. Sa vision égalitaire dans un islam progressiste fait de lui un leader populaire parmi « les pauvres, les sans terres, les travailleurs, les étudiants et les femmes », selon le journal Dawn. La plus importante marque qu'il laisse sur la politique pakistanaise est sans doute la Constitution de 1973, qui ne sera pas remplacée malgré les deux régimes militaires qui lui succèdent. Sa politique socialiste reste un exemple pour ceux qui contestent le tournant libéral effectué par son parti dans les années 1980.
En revanche, Ali Bhutto est largement vu comme un dirigeant autoritaire, voire un autocrate, peu respectueux de la démocratie et de ses opposants. Pour le chercheur français Christophe Jaffrelot, sa défense du socialisme et ses mesures islamiques étaient insincères et avant tout destinées à la conquête du pouvoir, d'autant qu'il « tourna rapidement le dos à ses amis progressistes pour renouer avec son milieu d'origine, celui des propriétaires fonciers les plus conservateurs ». Son bilan social mitigé ne remet pas en cause le pouvoir des grands propriétaires terriens. De plus, Ali Bhutto a joué un rôle dans le déclenchement de la guerre de 1965 puis dans la sécession du Bangladesh quand il refuse de laisser le pouvoir à Mujibur Rahman,. Ses concessions aux islamistes sont aussi vues comme le précurseur de la profonde politique d'islamisation conduite par Muhammad Zia-ul-Haq et il échoue par ailleurs à durablement contrôler l'armée et son autonomie financière.
Son héritage politique au Pakistan reste considérable. Après sa pendaison, ses partisans l'érigent au rang de martyr et il laisse derrière lui le Parti du peuple pakistanais (PPP), qui reste l'une des formations majeures de la vie politique. Ses enfants deviennent ses héritiers politiques, surtout sa fille Benazir Bhutto qui prend la tête du parti en remplaçant sa mère Nusrat Bhutto. À la mort de Zia-ul-Haq en 1988, elle remporte les premières élections législatives ouvertes depuis la démise de son père et sera Première ministre de 1988 à 1990 puis de 1993 à 1996. Au pouvoir, le PPP effectue alors un tournant clairement libéral sur le plan économique. Ce point est contesté par Murtaza Bhutto, le deuxième enfant d'Ali Bhutto, qui avait fondé Al-Zulfiqar avec son frère Shahnawaz dans les années 1980, une organisation marxiste armée destinée à renverser le régime militaire. Shahnawaz meurt soudainement en 1985 (de poison ou d'overdose), Murtaza est tué dans une fusillade en 1996 et Benazir dans un attentat-suicide en 2007, accentuant la mystique martyre de la famille Bhutto. Bilawal, fils de Benazir, prend alors la tête du parti. En 2013, c'est un gouvernement du PPP qui est le premier pouvoir civil de l'histoire du pays à achever un mandat de cinq ans.

### Cinéma
Dans le film Mission Majnu (2023), il est interprété par l'acteur Rajit Kapur.